# Cykarzew Północny
Cykarzew Północny (prononciation : [t͡sɨˈkaʐɛf puu̯ˈnɔt͡snɨ]) est une localité polonaise de la gmina de Mykanów, située dans le powiat de Częstochowa en voïvodie de Silésie.